# Donat (grammairien)
Pour les articles homonymes, voir Donatus.
Donat (en latin Ælius Donatus) est un grammairien (grammaticus) latin du IVe siècle, auteur d’un traité de grammaire à l'origine des donats.

## Biographie
Ælius Donatus a vécu au IVe siècle à Rome. La seule chose que l'on sache de sa vie est qu'il a été le précepteur de saint Jérôme qui a lui-même laissé des indications sur sa vie. Restent les propres écrits de Donat, qui fournissent aussi quelques informations. Un certain Flacus Rebius le présente dans son livre Incipit vita Donati grammatici. Ce nom semble un pseudonyme, peut-être même de Donat.
Grâce à ces éléments, il est possible de se faire une idée de sa vie. D'origine africaine, il naquit entre 310 et 320, peut-être à Tipasa en Numidie (aujourd’hui en Algérie) et mourut vers 380,. Il a exercé en tant que grammairien assurément entre 354 et 363. Ensuite, il a pu se réserver à l’écriture et se voir honorer du titre de clarissime (clarissimus). Il était proche de Marius Victorinus, philosophe et professeur de rhétorique, lui-même natif de Numidie et instructeur de Jérôme.

## Œuvres
On a de lui :
- un commentaire estimé sur Térence (Venise, 1473), qui offre de précieux rapprochements entre Térence et Ménandre ;
- deux traités De Barbarismo et De octo partibus orationis. Ce dernier a longtemps été adopté dans les écoles ;
- son Ars grammatica, qui, bien que ce soit un travail original, se base sur les mêmes travaux que ceux utilisés par les grammairiens Charisius et Diomède.

On lui attribue aussi :
- une Vie de Virgile, qu'on soupçonne être fondée sur la vie rédigée par Suétone — mais qui a été perdue —, et qui contient aussi un début des Bucoliques ;
- un Commentaire sur l'Enéide qui est probablement dû à Tiberius Claudius Donatus qui a vécu à peu près 50 ans plus tard. Il est néanmoins certain que ces Interpretationes se sont fondés sur les travaux d'Aelius Donatus et de Servius, son élève.

### Travail
Donat est l’un des premiers utilisateurs d’un système archaïque de ponctuation. Un point placé à hauteurs différentes indique des notions de pause plus ou moins longues. C'est l’équivalent de la virgule, du point-virgule et du point. Ce système a eu cours jusqu’au VIIe siècle où il a été remplacé par un système plus performant que l’on doit à Isidore de Séville.
Donat invente aussi le système de division d’une pièce de théâtre en quatre parties qu’il appelle prologue, protase, épitase et catastrophe (du grec ancien καταστροφή, « dénouement »).

### Ars grammatica
On lui doit une Ars grammatica, antérieure sans doute aux commentaires de Térence. Sa traduction la plus ancienne (écrite entre le XIIIe et le XVe siècle) est Quantes parties d'oraison sont.
L'Ars Grammatica se compose de deux parties :
- la section ars minor — aussi dite ars prima —, qui est une grammaire élémentaire rédigée sous la forme traditionnelle des questions-réponses et destinée à un public de débutants ;
- la section ars maior — aussi dite ars secunda —, qui est destinée à un public averti et qui est divisée en thèmes (sans questions-réponses). Cette section contient entre autres le vitia et virtutes orationis un texte concernant la rhétorique.

Pendant tout le Moyen Âge, des grammaires se sont inspirées de l'Ars grammatica, la plupart en latin, certaines en français. Une série concerne par exemple les langues vernaculaires, dont fait partie la plus ancienne grammaire française connue, le Donait françois, imprimée en Angleterre en 1409 par John Barton,. Le titre « Donat » a d'ailleurs fini par être synonyme de grammaire élémentaire.
On a aussi appelé Donat les incunables xylographiques réalisés avant l’invention de l’imprimerie, qui étaient généralement des livres de grammaire bon marché pour les étudiants.

## Publications
- Commentum Terentii, (BNF 13330663)
- Ars grammatica, (BNF 11944964)
  - Ars minor, (BNF 12120940) (éd. 1486 (lire en ligne), éd. 1489 (lire en ligne))
  - Ars major, 1471 (lire en ligne)

## Sources
- Marie-Nicolas Bouillet  et Alexis Chassang (dir.), « Donat (grammairien) » dans Dictionnaire universel d’histoire et de géographie, 1878 (lire sur Wikisource)
- A. Schönberger: Die Ars minor des Aelius Donatus: lateinischer Text und kommentierte deutsche Übersetzung einer antiken Elementargrammatik aus dem 4. Jahrhundert nach Christus, Frankfurt am Main 2008,  (ISBN 978-3-936132-31-1) (traduction allemande de la « Ars minor »).
- A. Schönberger: Die Ars maior des Aelius Donatus: lateinischer Text und kommentierte deutsche Übersetzung einer antiken Lateingrammatik des 4. Jahrhunderts für den fortgeschrittenen Anfängeruntericht, Frankfurt am Main 2009,  (ISBN 978-3-936132-32-8) (traduction allemande de la « Ars maior »).